# Tecmo
Tecmo, Ltd. (テクモ o Tekumo, i anteriorment coneguda com a Tehkan Ltd) és una corporació japonesa de videojocs que és coneguda per la saga Ninja Gaiden, Dead or Alive, Deception, Monster Rancher, Rygar, Tecmo Super Bowl, Fatal Frame i Gallop Racer. El videojoc, Tecmo Bowl va ser posat al lloc 200 de la llista Greatest Games of Their Times. La companyia va ser creada el 31 de juliol de 1967.

## Subsidiàries
- Team Ninja

## Llançaments

### Era Tekhan Ltd.
- 1981: Pleiads (Arcade)
- 1984: Bomb Jack (Arcade)
- 1984: Senjyo (MSX)
- 1985: Star Force (MSX)
- 1985: Tekhan World Cup (Arcade)
- 1986: Bomb Jack (Amiga, Amstrad CPC, Atari ST, Commodore 64, ZX Spectrum)

### Era Tecmo
- 1986: Solomon's Key (Nintendo Entertainment System)
- 1987: Rygar (Nintendo Entertainment System)
- 1988: Ninja Gaiden (Arcade, Nintendo Entertainment System)
- 1988 : Captain Tsubasa I (Nintendo Entertainment System)
- 1989: Tecmo World Wrestling (Nintendo Entertainment System)
- 1990: Captain Tsubasa II (Nintendo Entertainment System)
- 1990: Ninja Gaiden II: The Dark Sword of Chaos (Nintendo Entertainment System)
- 1990: Tecmo Bowl (Nintendo Entertainment System)
- 1990: Tecmo World Cup Soccer (Nintendo Entertainment System)
- 1991: Ninja Gaiden III: The Ancient Ship of Doom (Nintendo Entertainment System)
- 1991: Tecmo Super Bowl (Nintendo Entertainment System)
- 1992: Fire 'N Ice (Nintendo Entertainment System)
- 1992: Tecmo cup soccer game (Nintendo Entertainment System)
- 1992: Captain Tsubasa 3 (Super Nintendo)
- 1992: Captain Tsubasa VS (Gameboy)
- 1992: Shadow Warriors (GameBoy)
- 1992: Tecmo Cup Football Game (Sega Mega Drive)
- 1993: Captain Tsubasa 4 (Super Nintendo)
- 1993: Secret of the Stars (Super Nintendo)
- 1993: Tecmo Super Bowl (Super Nintendo)
- 1994: Captain Tsubasa 5 (Super Nintendo)
- 1994: Captain Tsubasa (SEGA CD / MEGA CD)
- 1994: Tecmo Super NBA Basketball (Sega Mega Drive)
- 1995: Turf Hero (Super Nintendo)
- 1997: Dead or Alive (Sega Saturn, Arcade)
- 1997: Tecmo Stackers (PlayStation)
- 1998: Dead or Alive (PlayStation)
- 2000: Dead or Alive 2 (PlayStation 2)
- 2000: Dead or Alive 2: Hardcore (PlayStation 2)
- 2001: Dead or Alive 3 (Xbox)
- 2002: Project Zero / Fatal Frame (PlayStation 2, Xbox)
- 2002: Rygar: The Legendary Adventure (PlayStation 2)
- 2003: Dead or Alive Xtreme Beach Volleyball (Xbox)
- 2004: Project Zero II / Fatal Frame II: Crimson Butterfly (PlayStation 2, Xbox)
- 2004: Ninja Gaiden (Xbox)
- 2005: Dead or Alive Ultimate (Xbox)
- 2005: GunGriffon: Allied Strike (Xbox)
- 2005: Ninja Gaiden Black (Xbox)
- 2005: Dead or Alive 4 (Xbox 360)
- 2006: Project Zero 3 / Fatal Frame III: The Tormented (PlayStation 2)